# 황금의 초승달 지대

세계의 헤로인 생산 지역

황금의 초승달 지대(Golden Crescent)는 중앙아시아, 아프가니스탄의 님루즈주, 파키스탄의 발루치스탄 주, 이란의 국경이 교착하는 지대이고, 아프가니스탄 동부의 잘랄라바드로부터 남부의 칸다하르를 거쳐 남서부의 자란지 남방으로 계속되는 초승달형의 국경 지대이다. 동남아시아의 타이, 미얀마, 라오스의 국경이 접하는 황금의 삼각지대와 대등한 세계 최대의 마약·각성제 밀조 지대이다.
양귀비의 재배는 주로 동부의 잘랄라바드에서 행해지고 있고 그 생산량은 1999년에 4665톤으로 세계 전체의 생산량의 약 80%도 차지하고 있었다. 2000년 7월에 탈레반의 오마르 최고 지도자가 양귀비의 재배를 전면적으로 금지한 결과, 2000년의 생산량은 3,276톤, 2001년은 185톤까지 축소되었다. 그러나 탈레반 정권 붕괴 후에 다시 증산 경향에 있어, 2005년에는 4100톤, 작부 면적으로 10만 헥타르를 넘어 세계 전체의 생산량의 85%이상으로까지 확대되고 있다. 아프가니스탄에서 제조된 마약의 60%는 주변 제국에서 소비되고 나머지가 유럽에 흐르고 있다. 또, 유럽 제국에서 유통되는 마약의 80%이상이 아프가니스탄 원산이라고 생각되고 있다. 또, 아프가니스탄 국내의 마약 중독자 수는 2006년에 밝혀진 것만도 92만 명을 넘어 큰 사회 문제가 되고 있다. 이 문제를 해결하기 위해, 유엔을 중심으로 농민에게의 계발 활동이나 대체 작물로의 전환 등이 행해지고 있고 아프가니스탄 정부도 마약 대책국을 마련하는 등 대책을 강화하고 있다.

## 같이 보기
- 황금의 삼각지대